# Stezka řeky Potomac
Stezka řeky Potomac, v angličtině Potomac Heritage Trail, je síť turistických stezek v okolí toku řeky Potomac, na jihovýchodě Spojených států amerických. Nachází se ve státech: Pensylvánie, Virginie, Maryland a v District of Columbia. Stezka řeky Potomac je jednou z více než třiceti Národních turistických stezek na území Spojených států. Celková délka sítě národních scénických stezek podél toku Potomac je 1 140 kilometrů.
Řeka protéká vápencovými útesy, přirozeně se vine krajinou Potomacké pánve a místy vytváří vodopády. Prochází ze západu na východ Appalačským pohořím: nejprve Alleghenskou plošinou, následně hřbety a údolími, níže protéká pod vrcholky Blue Ridge, Piedmotem a v oblasti Pobřežní nížiny ústí do Chesapeakské zátoky.